# Skinnezeppeliner
Skinnezeppelineren ("Schienenzeppelin") var en eksperimentel skinnebus som konstruktionsmæssigt minder om et luftskib. Den blev udviklet af flyingeniøren Franz Kruckenberg i 1929, Den blev drevet af en propel i bagenden, og kun fremstillet i ét prototypeeksemplar. 1934 blev den solgt til Deutsche Reichsbahn. Prototypen blev skrottet i 1939 og materialet blev genanvendt i Tysklands våbenindustri. 
Skinnezeppelineren kom op på meget høje hastigheder, og blev målt til 230 km/t, hvad der var verdensrekord inden for jernbanen helt frem til 1954. Konstruktionen havde en række ulemper: ingen mulighed for tilkobling af vogne, dårlig håndtering af stigninger, og endelig var den frit roterende propel et risikoelement på jernbanestationer, så konstruktionen havde svært ved at hævde sig.

## Eksterne links
| Jernbane | Spire Denne jernbaneartikel er en spire som bør udbygges. Du er velkommen til at hjælpe Wikipedia ved at udvide den. |